# Elio Parolini
Elio Parolini (Bellusco, 4 luglio 1945) è un ex calciatore italiano, di ruolo difensore.

## Carriera
Dopo un'esperienza giovanile con l'Inter, senza approdare in prima squadra, ha disputato cinque campionati di Serie B con le maglie di Arezzo ed Avellino, per complessive 128 presenze e 2 reti fra i cadetti.

## Palmarès

### Club

#### Competizioni nazionali
- Campionato italiano: 1

Inter: 1964-1965